# Maratecoara lacortei
Cynolebias lacortei é uma espécie de peixe pertencente ao gênero Maratecoara e à família Rivulidae. É uma espécie endêmica ao Brasil, ocorrendo nos estados de Goiás, Tocantins e Mato Grosso. De acordo com a União Internacional para a Conservação da Natureza, seu estado de conservação é pouco preocupante.